# Diplosoma (célula)
En biología celular, un diplosoma o mejor dicho centrosoma es un par de centriolos que, normalmente, se hallan perpendiculares entre sí. Los centriolos se encuentran en el citoplasma celular y son fundamentales durante la división celular en las células animales
En la fase G1 del ciclo celular se encuentra un diplosoma (dos centriolos). Durante la profase en las células animales aparecen dos diplosmas inmaduros, cada uno constituido por un centriolo y un procentriolo perpendicular a él.
- Datos: Q2889948